# Všeobecný německý dělnický spolek
Všeobecný německý dělnický spolek (něm. Allgemeiner Deutscher Arbeiterverein, ADAV) byla první dělnická politická strana světa. Založil ji 23. května 1863 Ferdinand Lassalle, zakládající sněm se konal v lipském hostinci Pantheon.
Ideologie ADAV vycházela z Lassallovy teorie, podle níž bylo možné osvobození dělníků dosáhnout pouze vytvořením dělnických družstev za pomoci státu. Lassalisté proto vítali spolupráci s německým státem (i v monarchické podobě) proti buržoazii. Podporovali také sjednocení Německa Bismarckem.
V roce 1875 se strana spojila se Sociálně demokratickou dělnickou stranou do Socialistické dělnické strany Německa, předchůdkyně dnešní Sociálnědemokratické strany Německa.